# 12 cm Granatwerfer 42
12 cm Granatwerfer 42 – niemiecki moździerz kalibru 120 milimetrów wykorzystywany przez Wehrmacht na frontach II wojny światowej, będący kopią radzieckiego moździerza 120 mm wz. 1938.

## Opis
W pierwszych miesiącach operacji Barbarossa rozpoczętej w czerwcu 1941 roku, Niemcy zdobyli bardzo duże ilości radzieckiego uzbrojenia. Jedną z broni która spełniała niemieckie oczekiwania pod względem osiągów taktyczno-technicznych, był radziecki moździerz 120 mm wz. 1938, który dodano do uzbrojenia Wehrmachtu jako 12 cm Granatwerfer 378 (r) i dodatkowo skopiowano pod nazwą 12 cm Granatwerfer 42. 
12 cm Granatwerfer 42 był klasyczną konstrukcją tego typu i miał dobrze dobraną masę pocisku wynoszącą 15,6 kilograma, funkcjonalność i dużą donośność wynoszącą 6500 metrów. Lufa moździerza była dobrze stabilizowana dzięki dużej i okrągłej płycie oporowej, która dodatkowo ułatwiała także celowanie umożliwiając tym samym szybką zmianę kąta wychylenia lufy. Szybką zmianę stanowiska ogniowego i transport broni, osiągnięto dzięki dwukołowemu podwoziu, wyposażonemu w koła ze stalowymi tarczami z otworami i pneumatycznym ogumieniem. Do ramy podwozia przymocowywano lufę wraz z płytą oporową, a samo podwozie mogło być holowane bezpośrednio przez samochody osobowo-terenowe, ciężarowe lub za pomocą przodka, w którym najczęściej przewożono także zapas 20 pocisków. Do celowania używano mechanizmu kierunkowego i podniesieniowego oraz celownika optycznego, zamontowanego w pobliżu wylotu lufy.
Standardowym nabojem wystrzeliwanym przez moździerz 12 cm Granatwerfer 42 był pocisk odłamkowy, ale produkowano także pocisk dymny i chemiczny którego nigdy nie użyto. Duża masa pocisku odłamkowego wynosząca 15,6 kilograma (dla porównania – masa pocisku do niemieckiego standardowego moździerza 8 cm Granatwerfer 34 wynosiła 3,5 kilograma), powodowała duży odrzut; osłabiono go poprzez hamulec wylotowy umieszczony w jarzmie zamontowanym na lufie od strony dwójnogu i sprężynowy amortyzator na złączu lufy i płyty oporowej, dodany w 1943 roku.
12 cm Granatwerfer 42 był szeroko stosowany w dywizjach piechoty Wehrmachtu, często zastępując działo piechoty. Produkowany był w latach 1942–1945 w fabryce broni Erste Brünner Maschinenfabrik w Brünn, a jego cena wynosiła 1200 reichsmarek.          